# Єремеєв Ігор Миронович
Ігор Миронович Єремеєв (3 квітня 1968, Острожець, Млинівський район, Рівненська область — 13 серпня 2015, Цюрих, Швейцарія) — український бізнесмен і політик, народний депутат України 4-го, 7-го і 8-го скликань (позапартійний, голова депутатської групи «Воля народу»). Співвласник паливно-промислової групи «Континіум». Голова Спостережної ради Публічного акціонерного товариства «Банк інвестицій та заощаджень».

## Біографія
Народився 3 квітня 1968 року в селі Острожець Млинівського району Рівненської області. У 1985 році закінчив Острожецьку середню школу.
З 1985 по 1992 роки навчався в Українському інституті інженерів водного господарства, нині — Національний університет водного господарства (м. Рівне) за спеціальністю «Промислове та цивільне будівництво» з присвоєнням кваліфікації спеціаліста «інженер-будівельник». У 1986—1988 роках служив у Збройних Силах СРСР. У 1989 році звільнений в запас, працював лаборантом Українського інституту інженерів водного господарства.

### Бізнес
У 1992 році, об'єднавши групу товаришів із свого інституту, створив у рідному селі приватне підприємство «Континіум» і став його директором. У 1995 воно було реорганізоване в товариство з обмеженою відповідальністю. Бізнес-партнером Єремеєва у паливно-промисловій групі «Континіум» був Степан Івахів.
До групи входять такі об'єкти:
- Торговий дім Континіум-Галичина
- «Західна нафтова група»
- "Молочна компанія «Галичина»
- «Континент Нафто Трейд» (ТМ WOG)
- «Вест Ойл Груп»
- ПрАТ «Золотий екватор»

На паливному ринку Єремеєв конфліктував із групою «Приват» Ігоря Коломойського
Станом на осінь 2014 року українське видання «Новое время» оцінювало статки Єремеєва у 133 мільйони доларів.
68-й у рейтингу Forbes «100 найбагатших українців». Станом на 2015 рік Ігоря Єремеєв володів наступними активами: Мережа заправок WOG — 25 % (Виторг за І півріччя 2014 року 9,1 млрд грн, виторг за 2013 рік — 19 млрд грн.); Компанія «Галичина» — 15 % (Виторг за 9 місяців 2014 року — 527,4 млн грн, чистий борг — 328,6 млн грн.); Готель «Rixos-Прикарпаття»
12,5 %; інші: ТРЦ ГК «Континіум», гіпермаркет «Там-там» (Луцьк), БІЗ-банк (3-тя група).

### Політична діяльність
Був народним депутатом трьох скликань — четвертого (2002—2006; обраний у виборчому округу № 23, Волинська область; перебував у фракції Аграрної (згодом — Народної) партії Володимира Литвина), сьомого (2012—2014; обраний у тому ж виборчому окрузі як самовисуванець, був позафракційним, а після перемоги Євромайдану в лютому 2014 року очолив новостворену депутатську групу «Суверенна європейська Україна», був заступником голови Комітету Верховної Ради України з питань податкової та митної політики) і восьмого (2014—2015; обраний у тому ж виборчому окрузі, очолював депутатську групу «Воля народу»).
Згідно з інформацією, розміщеною на сайті Верховної Ради, у січні 2014 року під час голосування за так звані «диктаторські закони» голос Ігоря Єремеєва був зарахований як «за», проте протягом тижня він подав заяву з проханням вважати результатом його голосування «не голосував» і взяв участь у підготовці законопроєкту про скасування згаданих законів.
Активісти громадянської мережі ОПОРА під час агітаційної зустрічі кандидата Ігоря Єремеєва в селі Покащів (Волинська область) в ході передвиборної кампанії 2014 року зафіксували надання спонсорської та благодійної матеріальної допомоги, що розглядається як непрямий підкуп виборців.

### Громадська діяльність
Засновник благодійного фонду «Волинська родина». Надавав фінансову допомогу українським солдатам, які брали участь у війні на сході України.

### Особисте життя
Був одружений, виховував сина та доньку. Захоплення — кінний спорт, фотографія.

### Смерть
26 липня 2015 року, перебуваючи на Волині, в результаті падіння з коня отримав закриту черепно-мозкову травму та був шпиталізований у тяжкому стані до Луцької клінічної лікарні. 28 липня його доправили до однієї з європейських клінік.
13 серпня, не приходячи до тями, Єремеєв помер у лікарні Цюриха..
Прощання та похорон відбулися 15 серпня. Відспівування пройшло у Кафедральному соборі Святої Трійці в Луцьку, прощання — у приміщенні Волинського обласного музично-драматичного театру імені Тараса Шевченка.
У церемонії прощання взяли участь біля тисячі осіб, серед яких політики, громадські діячі, представники волинської — колишньої і нинішньої — влади, бійці добровольчих батальйонів та волонтери.
«Він був скромний у своїй публічності, але пристрасний в тому, що він відстоював, зокрема я не можу згадати іншу людину, яка б з високої парламентської трибуни так пристрасно відстоювала права українських вояків», — сказала Оксана Сироїд. Вона від імені колег по парламенту подякувала Єремєєву за уроки і висловила співчуття родині.
Того ж дня депутата поховали поруч з могилою батька у рідному селі Острожець на Рівненщині. На цьому наполягла його мама.